# Formula 3 Euro Series 2005

Formula 3 Euro Series 2005 var den tredje säsongen av europamästerskapet för formel 3-bilar, Formula 3 Euro Series. Säsongen kördes över tjugo race, två i var tävling, och vanns av Lewis Hamilton i en ren utklassning. Han vann femton av de tjugo racen, därav nio av de tio andrarace, vilket möjliggjordes tack vare att den omvända startordningen infördes först 2006.

## Tävlingskalender
| Datum           | Bana                          | Segrare Race 1   | Segrare Race 1 (Rookie) | Segrare Race 2 | Segrare Race 2 (Rookie) |
| --------------- | ----------------------------- | ---------------- | ----------------------- | -------------- | ----------------------- |
| 16-17 april     | Hockenheimring                | Lewis Hamilton   | Atila Abreu             | James Rossiter | Sebastian Vettel        |
| 7-8 maj         | Circuit de Pau-Ville          | Lewis Hamilton   | Guillaume Moreau        | Lewis Hamilton | Guillaume Moreau        |
| 14-15 maj       | Circuit de Spa-Francorchamps  | Adrian Sutil     | Guillaume Moreau        | Lewis Hamilton | Atila Abreu             |
| 20-21 maj       | Circuit de Monaco             | Lewis Hamilton   | Esteban Guerrieri       | Lewis Hamilton | Esteban Guerrieri       |
| 25-26 juni      | Motorsport Arena Oschersleben | Lucas di Grassi  | Sebastian Vettel        | Lewis Hamilton | Sebastian Vettel        |
| 16-17 juli      | Norisring                     | Lewis Hamilton   | Sebastian Vettel        | Lewis Hamilton | Sebastian Vettel        |
| 6-7 augusti     | Nürburgring                   | Adrian Sutil     | Atila Abreu             | Lewis Hamilton | Sebastian Vettel        |
| 27-28 augusti   | Circuit Park Zandvoort        | Guillaume Moreau | Guillaume Moreau        | Lewis Hamilton | Sebastian Vettel        |
| 17-18 september | EuroSpeedway Lausitz          | Lewis Hamilton   | Sebastian Vettel        | Lewis Hamilton | Guillaume Moreau        |
| 22-23 oktober   | Hockenheimring                | Lewis Hamilton   | Esteban Guerrieri       | Lewis Hamilton | Guillaume Moreau        |

## Slutställningar

### Förarmästerskapet
| Pl. | Förare              | Poäng |
| --- | ------------------- | ----- |
| 1   | Lewis Hamilton      | 172   |
| 2   | Adrian Sutil        | 94    |
| 3   | Lucas di Grassi     | 68    |
| 4   | Franck Perera       | 67    |
| 5   | Sebastian Vettel    | 63    |
| 6   | Loïc Duval          | 52    |
| 7   | James Rossiter      | 51    |
| 8   | Guillaume Moreau    | 47    |
| 9   | Giedo van der Garde | 34    |
| 10  | Paul di Resta       | 32    |
| 11  | Marco Bonanomi      | 21    |
| 12  | Kohei Hirate        | 18    |
| 13  | Fabio Carbone       | 15    |
| 14  | Maximilian Götz     | 13    |
| 15  | Atila Abreu         | 12    |
| 16  | Esteban Guerrieri   | 12    |
| 17  | Greg Franchi        | 11    |
| 18  | Hannes Neuhauser    | 9     |
| 19  | Richard Antinucci   | 3     |
| 20  | Ross Zwolsman       | 2     |
| 21  | Alejandro Núñez     | 1     |

### Rookiemästerskapet
| Pl. | Förare            | Poäng |
| --- | ----------------- | ----- |
| 1   | Sebastian Vettel  | 157   |
| 2   | Esteban Guerrieri | 132   |
| 3   | Guillaume Moreau  | 128   |
| 4   | Atila Abreu       | 116   |